# Ламбер де Герен, Жозеф Гаспар
Жозе́ф Гаспа́р Ламбе́р де Гере́н (фр. Joseph-Gaspard Lambert de Guerin) — российский инженер-генерал французского происхождения, пользовавшийся благосклонностью и доверием царя Петра I.

## Биография
Зная инженерное искусство, Жозеф Гаспар Ламбер де Герен в 1701 году поступил на русскую службу по договору, заключенному с ним в Варшаве князем Г. Ф. Долгоруковым, который состоял русским послом при польском короле Августе II.
19 декабря 1701 года прибыл в Россию, в следующем году сопровождал Петра в Архангельск, затем участвовал в осаде Нотебурга. В 1703 году руководил осадой Ниеншанца в должности инженер-генерала (с чином полковника), позже вместе с Петром I выбирал место для постройки Санкт-Петербурга, начертил план Петропавловской крепости, которая и была построена по этому плану почти без изменений. В признание заслуг сделан кавалером ордена Святого Андрея Первозванного (1703).
В 1704 году Ламбер де Герен командовал при осаде и взятии Нарвы. В 1706 году, сопровождая русского царя в Польшу, остался в Гродно, затем получил разрешение поехать в Данциг, Берлин и Копенгаген с целью поиска для русских войск инженерных офицеров. Вернуться в Россию он отказался, оправдываясь нерасположением к нему некоторых вельмож. Рассерженный бегством Ламбера, Пётр запретил ему носить пожалованный орден Святого Андрея Первозваннаго и приказал его задержать.
В 1711 году Жозеф Гаспар Ламбер де Герен был арестован в Пруссии русским посольством как дезертир, но сумел бежать и укрылся в Италии, откуда неоднократно, но безуспешно просил Петра о возвращении его на русскую службу в течение 5 лет, причём Петр не раз указывал на него как на пример бесхарактерности и неблагодарности. Дальнейшая судьба Ламбера неизвестна.